# Acianthera zumbae
Acianthera zumbae é  uma espécie de orquídea (Orchidaceae) que existe no Equador, antigamente subordinada ao gênero Pleurothallis.

## Publicação e sinônimos
- Acianthera zumbae (Luer & Hirtz) Luer, Monogr. Syst. Bot. Missouri Bot. Gard. 95: 254 (2004).

Sinônimos homotípicos:
- Pleurothallis zumbae Luer & Hirtz, Orquideologia 22: 276 (2003).